# Kruder & Dorfmeister
Kruder & Dorfmeister è un gruppo di musica elettronica austriaco composto dai deejay Peter Kruder e Richard Dorfmeister. Il duo è conosciuto per i suoi remix downtempo, hip-hop e drum and bass.

## Discografia

### Album
- 1993 – G-Stoned EP (12") G-Stone Recordings
- 1996 – Conversions: A K&D Selection (Mix album) Spray Records/BMG Records
- 1996 – DJ-Kicks: Kruder & Dorfmeister (Mix album) Studio !K7
- 1996 – Black Baby EP Studio !K7
- 1998 – The K & D Sessions (Mix Album) Studio !K7
- 2002 – G-Stone Book (Mix Album)
- 2008 – Shakatakadoodub (Online EP)
- 2010 – Sixteen Fucking Years Of G-Stone Recordings (Studio !K7)
- 2020 –  1995  (G-Stone)